# Gary D. Schmidt
Gary D. Schmidt (Hicksville, 14 aprile 1957) è uno scrittore statunitense.

## Biografia
Nato a Hicksville nel 1957, vive e lavora a Alto, nel  Michigan.
Nel 1979 ha conseguito un B.A. al Gordon College e un M.A. nell'81 e un dottorato di ricerca nell'85 all'Università dell'Illinois - Urbana-Champaign.
Professore d'inglese al Calvin College, è autore di una ventina di romanzi per ragazzi e nel 2011 è stato insignito del Michigan Author Award.

## Opere principali
- The Sin Eater (1996)
- The Blessing of the Lord (1997)
- William Bradford: Plymouth's Faithful Pilgrim (1999)
- Anson's Way (1999)
- Ciaran: The Tale of a Saint of Ireland (2000)
- Mara's Stories (2001)
- Lizzie Bright and the Buckminster Boy (2004)
- In God's Hands (2005)
- First Boy (2005)
- The Wednesday Wars (2007)
- Trouble (2008)
- Straw into Gold  (2009)
- Okay for Now (2011)
- What Came from the Stars (2012)
- Martín de Porres: The rose in the desert (2012)
- Cercando Juno (Orbiting Jupiter, 2015), Milano, Piemme, 2017 traduzione di Maurizio Bartocci ISBN 978-88-566-5203-1.
- Pay Attention, Carter Jones (2019)
- Just Like That (2021)

## Premi e riconoscimenti
- Medaglia Newbery: 2005 "Honor Book" con Lizzie Bright and the Buckminster Boy e 2008 "Honor Book" con The Wednesday Wars
- Michael L. Printz Award: 2005 finalista con Lizzie Bright and the Buckminster Boy
- Michigan Author Award: 2011
- National Book Award per la letteratura per ragazzi: 2011 finalista con Okay for Now